# Dennis Sirowi
Dennis Sirowi (* 22. August 1987) ist ein deutscher Basketballschiedsrichter.

## Leben
Sirowi erlernte das Basketballspiel beim Heesseler SV in Burgdorf. Später spielte er beim CVJM Hannover, beim SC Langenhagen sowie nach seinem 2012 vollzogenen Umzug nach Bremen für den BC VSK Osterholz-Scharmbeck, den TV Bremen-Walle 1875 sowie Basketball Lesum/Vegesack.
Im Alter von 16 Jahren erlangte Sirowi seinen ersten Schiedsrichterschein. Er wurde 2013 in den B-Schiedsrichter-Kader des Deutschen Basketball Bundes aufgenommen, später rückte er in den A-Kader auf und wurde ab 2018 in Spielen der Basketball-Bundesliga eingesetzt. 2021 erhielt er von der FIBA die Berechtigung zur Leitung internationaler Spiele. Im Niedersächsischen Basketballverband (NBV) wurde Sirowi Ressortleiter Schiedsrichterwesen.
Auf beruflicher Ebene wurde Sirowi zum Sozialversicherungsfachangestellten ausgebildet und begann danach an der Universität Bremen ein Studium in den Fächern Politik- und Sportwissenschaft. Hiernach wurde er bei einer Krankenkasse als Sachbearbeiter und später im Bereich Geschäftsentwicklung tätig.